# سيدي الكامل
سيدي الكامل هي قرية في إقليم سيدي قاسم ضمن جهة الغرب شراردة بني حسين بالغرب المغربي. كان مجموع عدد سكان جماعة سيدي الكامل 26.800 نسمة.(تعداد السكان الرسمي 2004)